# Ефраїм Табурі
Ефраїм Табурі (івр. אפרים תבורי; уроджений Попик — англ. פופיק; народ. 5 вересня 1900 року, Тульчин, Подільська губернія, Російська імперія — 7 квітня 1957 року, Ізраїль
) — сіоністський активіст, депутат кнесету 1-го та 2-го скликань.

## Життєпис
Ефраїм Попик народився у містечку Тульчин (Російська імперія, наразі Україна), в сім'ї Ісаака Попика та його дружини Ребеки. Отримав традиційну і загальну освіту.
Брав участь у сіоністському русі, заарештовувався радянською владою. Одружився з Рут Лондон.
Іммігрував до підмандатної Палестини в 1924 році. Працював у мерії Тель-Авіва.
Приєднався до робітничого руху, у 1927 році став секретарем Тель-Авівського відділення партії «Ахдут ха-авода». Був членом робочої ради Тель-Авіва в 1929 році.
Обирався до кнесету 1-го скликання від партії МАПАЙ, працював у законодавчій комісії і комісії з послуг населенню.
Переобраний до кнесету 2-го скликання, працював у законодавчій комісії і комісії з праці.
Помер 7 квітня 1957 року у 56 років.